# Paolo di Castro
Paolo di Castro, né à Castro en 1360 et mort à Padoue vers 1447, est un jurisconsulte italien du Moyen Âge.

## Biographie
Paolo di Castro naquit à Castro d'une famille pauvre. Il se mit, en qualité de copiste, auprès du fameux jurisconsulte Balde de Ubaldis, et il apprit le droit avec ses enfants. Il fit ses études de droit à Avignon, où il obtint son doctorat en 1385. Il professa pendant quarante-cinq ans, avec succès, à Padoue, à Florence, a Bologne, à Ferrare. Il écrivit sur le Digeste et le Code de Justinien, redigea le droit municipal de Florence, remplit dans cette ville, quoique marié, les fonctions de vicaire du Saint-Siège, et mourut en 1441, ou, selon quelques auteurs, en 1447. Filippo Decio l'appelle le docteur de la vérité. Jacques Cujas disait : Qui non habet Paulum de Castro, tunicam vendat et emat. Ses œuvres ont été réunies en 8 volumes in-fol.

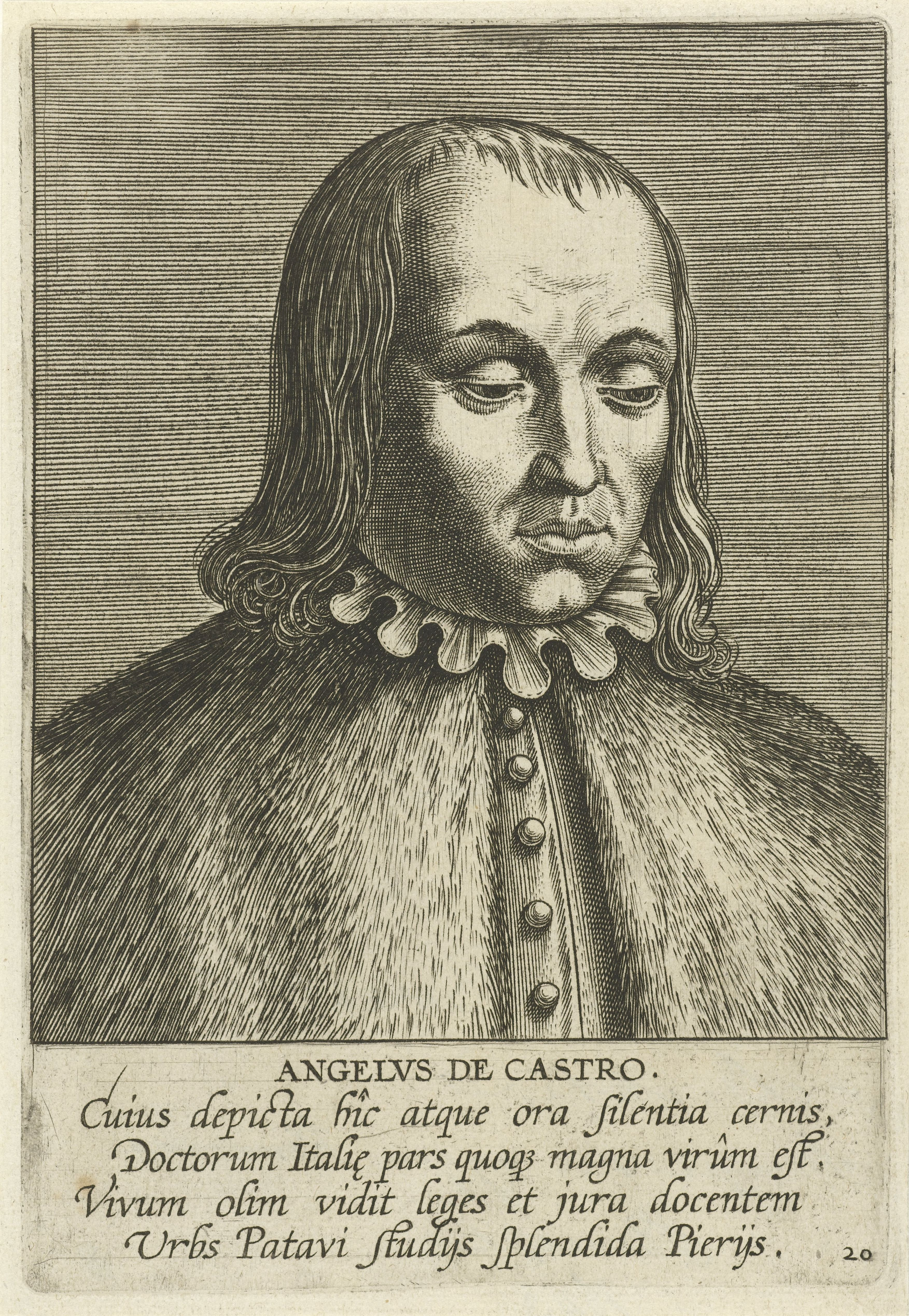
Portrait d'Angelo di Castro, gravure de Philippe Galle dans Imagines L. Doctorum Virorum, Anvers, 1606.

Son fils Angelo di Castro fut aussi jurisconsulte, enseigna le droit à Padoue, fut fait chevalier et avocat consistorial. On a de lui Aliquot Consilia matrimonialia, Francfort, 1580, et plusieurs autres ouvrages.

## Ouvrages
- Consilia et allegationes, édition par Johannes Baptista de Brennis et Bartholomaeus de Baglionis de Stabia, Rome, Wendelinus de Wila, Theobaldus Schencbecher et Johannes Reinhard, 1473.
- Super prima et secunda parte Digesti novi, Milan, Johannes Antonius de Honate,1488, in-folio.
- Commentar. super Codicem, Digestum vetus et novum, et Infortiatum, cum addit. Fr. de Curte et aliorum, Lyon, 1527, in-fol. ;
- Aliquot Repetitiones juris civilis, Lyon, 1553, in-folio.
- Consilia ex emendatione Leonardi a lege, Francfort, 1582, 5 vol. in-folio.
- Singularia, cum addit. Saraynæ et aliorum, Francfort, 1596, in-folio.
- Responsa sive Consilia quædam, Amberg, 1607, in-folio.